# بيج بلس
بيج بلس (بالإنجليزية: PagePlus)‏ هو برنامج نشر مكتبي تَمَّ تطويره من قبل شركة سريف أوروبا لنظام تشغيل مايكروسوفت ويندوز. تم إصدار النسخة الأولى عام 1991 كأول برنامج نشر مكتبي بسعر أقل من 100 جنيه إسترليني. آخر إصدار هو بيج بلس إكس 9 (بالإنجليزية: PagePlus X9)‏ والتي تَمَّ إصدارها في نوفمبر 2016.

## التاريخ
تم إطلاقهُ لأول مرة في عام 1990 وكان أول برنامج نشر مكتبي بسعر تحت الـ100 جنيه إسترليني لنظام ويندوز 3.0. بعد ثلاث سنوات، وتحديدًا في ربيع عام 1993، تم إصدار النسخة «PagePlus 2» التي تتضمن دعمًا كاملًا للطباعة بالألوان، بعد هذا الإصدار، أصبح يتم إصدار نسخة جديدة من البرنامج كل سنة تقريبًا.